# Horst Saß
Horst Saß (* 20. April 1934 in Greifswald; † 17. Juli 2013) war ein deutscher Fußballspieler, Fußballtrainer und Hochschullehrer.

## Sportlicher Werdegang
Saß spielte seit 1951 bei der BSG Einheit Greifswald. 1958 gehörte er für ein Jahr zum SC Empor Rostock, wo er jedoch nur zu einem Einsatz im FDGB-Pokal am 3. April 1958 kam (Dynamo Schwerin – Empor Rostock 1:7). Anschließend spielte er wieder für Einheit Greifswald und gehörte von da an in der DDR-Ligamannschaft als Allroundspieler bis zum Winter 1962 zum Stammaufgebot. Für eineinhalb Jahre ging Saß aus beruflichen Gründen nach Schwerin und spielte dort für den SC Traktor Schwerin, zunächst in der II. DDR-Liga, und nach deren Auflösung 1963 in der drittklassigen Bezirksliga Schwerin. Im Sommer 1964 kehrte Saß zu Einheit Greifswald zurück und erklärte ein Jahr später seinen Rücktritt vom aktiven Fußballsport. Als die Greifswalder in der Saison 1965/66 in akute Abstiegsnöte gerieten, half er in sechs Spielen noch einmal als Verteidiger aus. Am Ende der Saison stieg die BSG Einheit doch ab, Saß übernahm nebenamtlich den Trainerposten und führte die Mannschaft 1968 wieder in die DDR-Liga zurück. Hauptsächlich widmete er sich seinem Studium und erlangte 1967 an der Ernst-Moritz-Arndt-Universität in Greifswald durch seine Arbeit „Untersuchungen über die Wirksamkeit einer schwerpunktmäßigen sportlichen Ausbildung im 2. und 3. Schuljahr ein Beitrag zur Optimierung der allseitigen körperlichen und sportlichen Grundausbildung im Sportunterricht der Unterstufe“ den Doktorgrad der Pädagogik. Bis 1969 blieb er wissenschaftlicher Mitarbeiter am Institut für Sportwissenschaft der Ernst-Moritz-Arndt-Universität. Ab Oktober 1968 lief seine Mannschaft unter der neuen Bezeichnung BSG Kernkraftwerk Nord auf.
Zur Saison 1969/70 wurde Saß Trainer beim Oberligisten Hansa Rostock und wurde dazu von der Universität Greifswald für drei Jahre freigestellt. Dieser hatte in drei vorhergehenden Jahren unter Gerhard Gläser je einmal die Vizemeisterschaft und das Pokalfinale erreicht, belegte mit Saß aber nur den zwölften Rang der Oberliga. Mit der Integration von jungen Spielern wie Joachim Streich um die Verjüngung der Mannschaft bemüht, schied Saß mit Hansa im noch unter Lothar Wiesner in der Vorsaison erreichten Messepokal 1969/70 in der zweiten Runde gegen Inter Mailand aus. Nach drei weiteren Saisons mit Abschlussplatzierungen in der unteren Tabellenhälfte von 1970/71 bis 1972/73 verließ Saß den F.C. Hansa.

## Nach dem aktiven Fußballsport
Ab 1973 hatte Saß an der Sektion Sportwissenschaft der Wilhelm-Pieck-Universität Rostock (später Universität Rostock) eine Stelle als Oberassistent inne, 1978 schloss er seine Habilitation (Titel: „Zur Optimierung der Ausbildung und Erziehung im Sportspiel Fussball“) ab, 1980 wurde er an der Universität Rostock Professor für Theorie und Methodik des sportlichen Trainings (ab 1993 Professor für Trainingswissenschaft) und war bis 1992 zudem Direktor der Sektion Sportwissenschaft beziehungsweise des Instituts für Sportwissenschaften der Universität Rostock tätig. 1996 schied er aus dem Hochschuldienst. Im Laufe seiner wissenschaftlichen Laufbahn befasste sich Saß unter anderem mit den Themen „Erziehungs- und Bildungsplanung“, „Fußball in der Schule“, „Beziehungen zwischen dem Sexualverhalten und der sportlichen Leistung im Fußball“, „Sportliche Belastung in der Verbindung von konditioneller und sporttechnischer Ausbildung“ Sportspielbeobachtung, Wettkampfvorbereitung, Sportunterricht sowie Leistungserfassungen und Leistungskontrollen im Fußball. Er trug als Verfasser zu den Werken „Sportspiele“ (1987), „Grundbegriffe der Sportspiele“ (1989), „Lexikon Sportwissenschaft“ (1993) und „Handbuch der Wettkampflehre“ (1999) bei.
2013 verstarb Saß im Alter von 79 Jahren.